# Bullpup

Steyr AUG

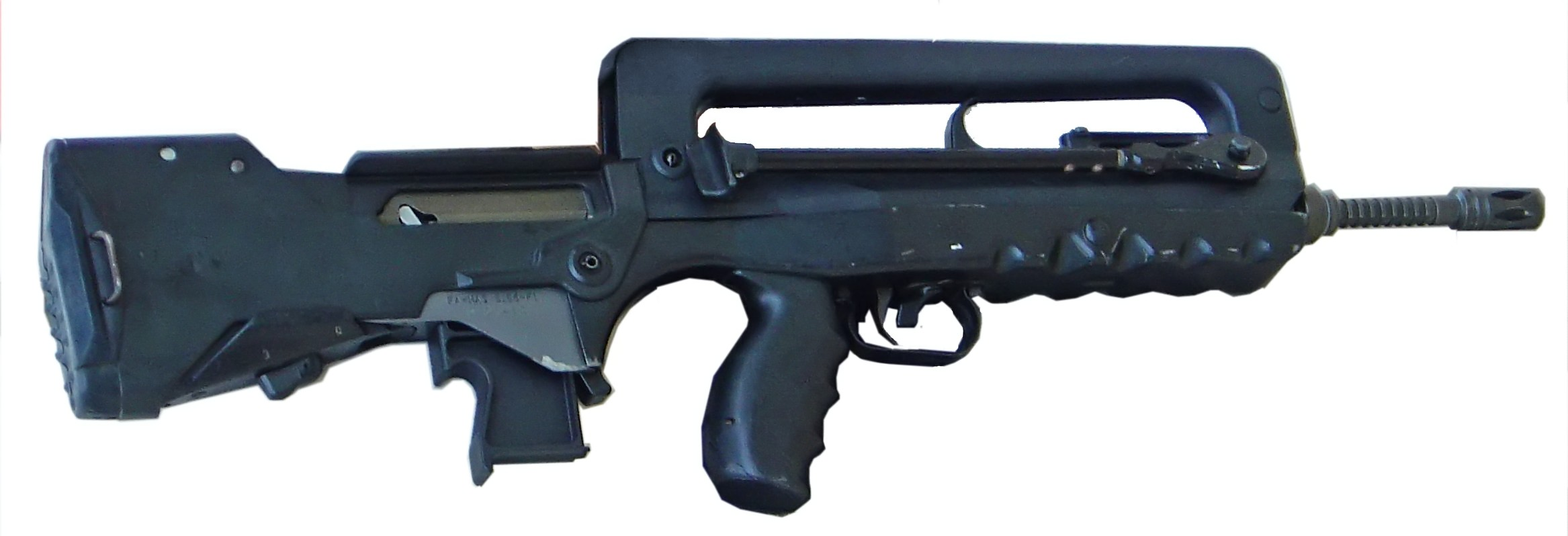
FAMAS

LAPA FA-03

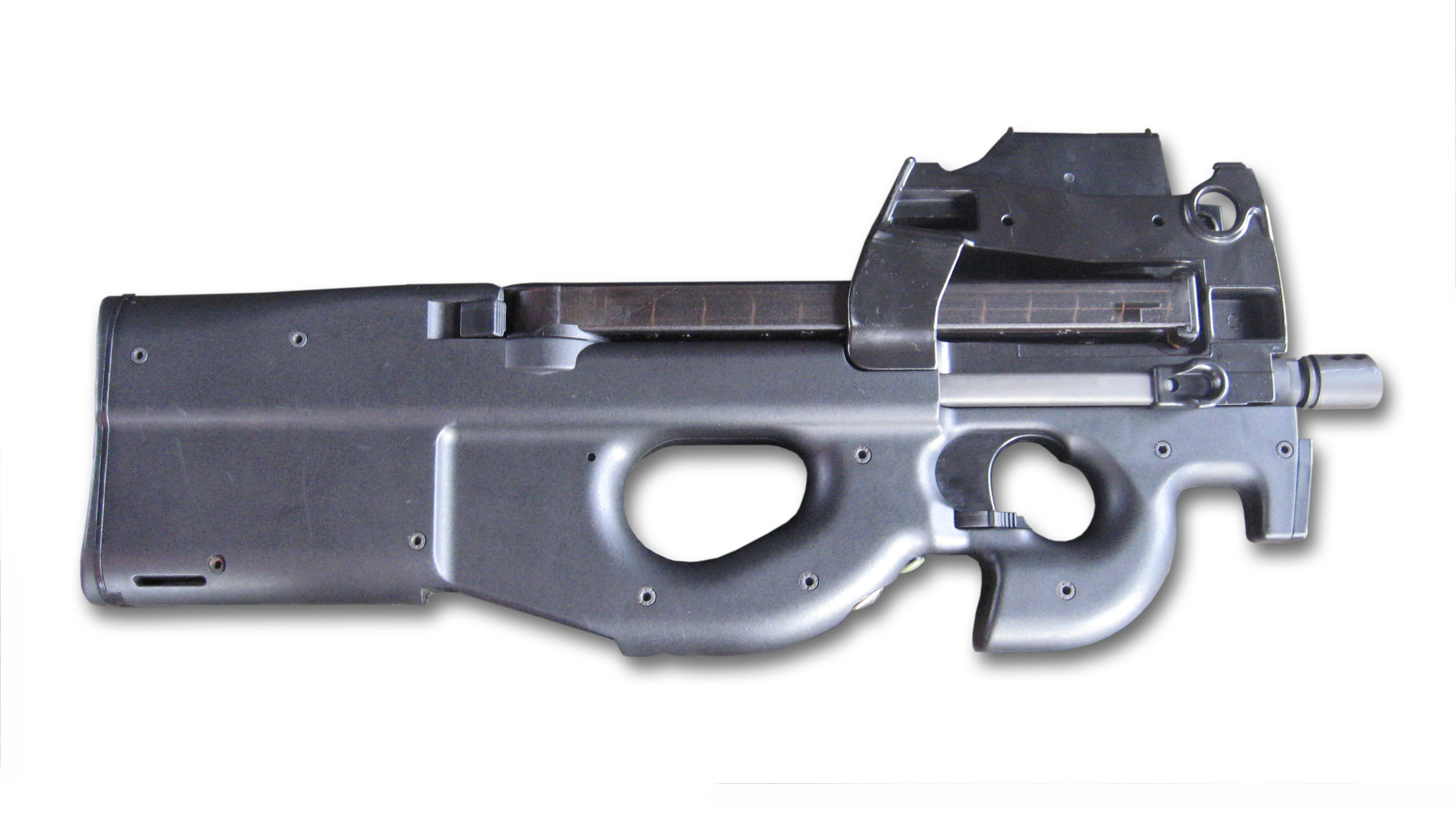
FN-P90

Bullpup je označení pro moderní provedení střelné zbraně, u které je závěr se zásobníkem umístěné až za spouští (závěrový mechanismus je tak umístěn uvnitř pažby). Tato úprava umožňuje při zachování původní délky hlavně zkrátit celkovou délku zbraně a zlepší se manévrovatelnost zbraně. Tvrzení, že zbraně koncepce bullpup jsou lehčí než zbraně klasické konstrukce, není obecně platné, protože největší vliv na hmotnost zbraně má technologie použitá na konstrukci pouzdra závěru. Např. M4 váží 2,8 kg, zatímco Steyr AUG váží 3,6 kg.

## Výhody a nevýhody

### Výhody
- Hlavní výhodou zbraní s koncepcí bullpup je kratší délka zbraně, to je výhodou např. při bojích v zastavěných oblastech. A celkově větší skladnost zbraně, kdy zbraně zabírá méně místa v dopravních prostředcích a méně překáží například při výsadku.
- Zbraně klasické koncepce, jsou zpravidla těžší na předek, protože nejtěžší částí zbraně bývá hlaveň. Jednou z  výhod koncepce bullpup je posunutí těžiště zbraně do jejího středu, to má příznivý vliv na lepší ovladatelnost zbraně při střelbě.
- Díky kratší vzdálenosti mezi ramenem střelce a závěrovým mechanismem a posunutím těžiště zbraně blíže ke střelci, dochází u zbraní bullpup zpravidla k menšímu zdvihu ústí při střelbě.

### Nevýhody
- Pažba zbraně není délkově stavitelná, střelec si tak nemůže zbraň uzpůsobit pro svou postavu.
- Vyhazovací okénko je blíže ke střelcově tváří to způsobuje, že spaliny mohou jít střelci do očí.
- V případě katastrofického selhání zbraně je závěrový mechanismus mnohem blíže k trupu a hlavě střelce, může tak dojít k vážnějším poraněním střelce.
- U zbraní bullpup je stisknutí spouště přenášeno táhlem spouště na delší vzdálenost, což se projevuje tvrdší spouští s delším chodem.
- Výměna zásobníku na zbraních bullpup je méně intuitivní a většinou trvá déle. Není to ale pravidlem, každá zbraň má trochu jiné ovládání a s dostatečným tréninkem je možné se zbraněmi bullpup dosahovat podobných časů pro taktické přebití jako u ostatních zbraní.

## Historie
Koncept bullpup byl poprvé vyzkoušen v roce 1901 na britské pušce Thorneycroft, avšak rozšíření se dočkal až během Studené války. V 70. letech 20. století se Armáda Rakouska stala první armádou světa, která začala užívat bullpup pušku (Steyr AUG) jako svou hlavní pěchotní zbraň. Rakousko pak následovala celá řada zemí, např. Austrálie, Belgie, Čína, Indie, Israel, Francie či Spojené království.  

## Bullpup střelné zbraně
- FAMAS (Francie)
- FN P90 (Belgie)
- FN F2000 (Belgie)
- Heckler & Koch G11 (Německo)
- Magpul PDR (USA)
- Pancor Jackhammer (USA)
- L85A1 (Velká Británie)
- Steyr AUG (Rakousko)
- VSSK Vychlop (Rusko)
- Walther WA 2000 (Německo)
- TAR-21 (Israel)
- ZVI Falcon (Česko)